# Дер-Шантекок
Дер-Шантекок (фр. Lac du Der-Chantecoq) — самое большое водохранилище в Западной Европе, площадью 48 км². Названо в честь долины Дер, в которой расположено, и затопленной деревни Шантекок. Наибольшая глубина — 15 м.
Дер-Шантекок питается каналом длиной 12 км, который ответвляется от реки Марна в Сен-Дизье. Выходит также канал, соединяющийся с Марной в Арриньи. Водохранилище расположено в коммунах: Сент-Мари-дю-Лак-Нюизман, Экларон-Брокур-Сент-Ливьер, Жиффомон-Шампобер, Арриньи, Ларзикур и Экольмон.

## История
Водохранилище было создано в 1974 году для удержания воды реки Марны, чтобы подтопление Парижа прекратилось. Контроль над водоёмом осуществляет Les Grands Lacs de Seine. При наполнении были затоплены несколько деревень: Шантекок, Шампобер-о-Буа и Нюизман-о-Буа.
Сегодня здесь популярны многие водные виды спорта, в том числе парусный спорт, водные лыжи, гидроцикл, виндсерфинг, рыбалка, гребля, а также ходьба, катание на роликах и велосипеде по берегу.

## Флора и фауна
Сочетание воды, островов и болот делают этот район идеальным для водоплавающих птиц, в первую очередь обыкновенного журавля. Каждую весну и осень десятки тысяч журавлей собираются здесь во время своей миграции между зимовками на юге и местами размножения в Северной Европе. Другие птицы, зарегистрированные в этом районе — орлан-белохвост, большая белая цапля и различные гуси, утки, гагары. Окружающая местность является сельской, она приспособлена для сельскохозяйственных угодий и лесов.

## Галерея

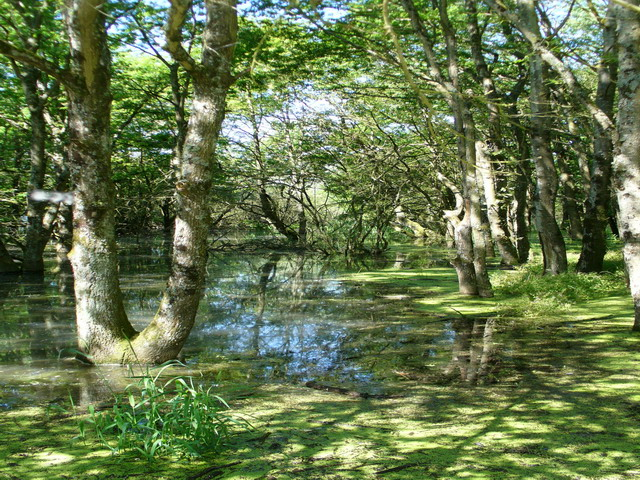
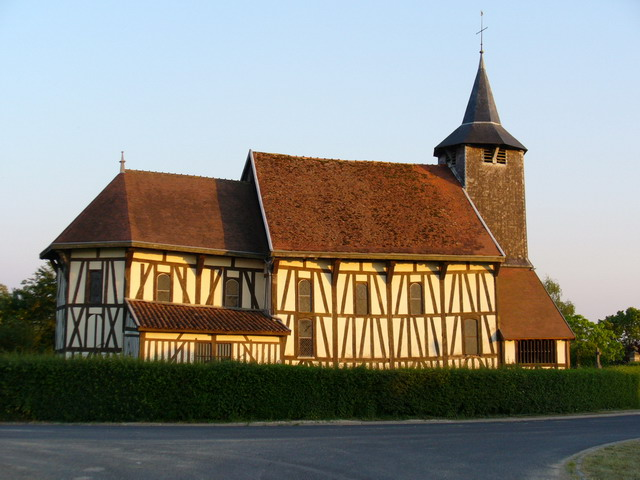
Церковь в Шатийон-сюр-Бру
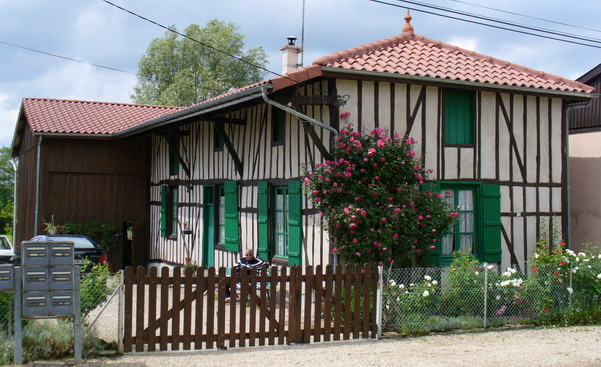
Дом в Шатийон-сюр-Бру
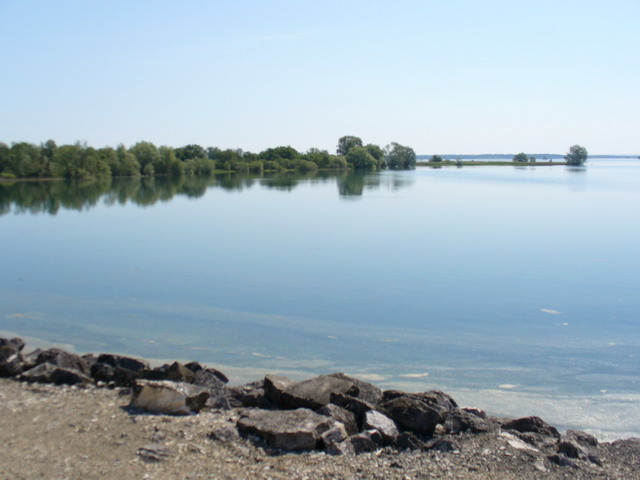